# 山东省东平县实验中学
山东省东平县实验中学位于山东省东平县佛山街，为一所初级中学。

## 校史
1986年东平实验中学始建，为县直初级中学。
1986年征地9.9亩，建平房36间。
1991年建成北教学楼（即贯中楼）。
1993年建成实验楼（即文秀楼）。
1997年建成教职工宿舍楼。
1998年建成南教学楼（即梁楷艺术楼）。
2002年建设东校区（佛山中学）。
2012年佛山中学迁出，实验中学将东、西两校区合二为一。
2017年，实验中学扩建，拆除梁楷艺术楼、文秀楼。

## 校内活动

### 社团
截至2017年，东平县实验中学共有七个学校社团：
- 轮滑社团
- 航模社团
- 国际象棋社团
- 国学社团
- 科技创新社团
- 时政社团
- 数学社团